# Bernard Donovan
Bernard Donovan Fungai (ur. 12 lipca 1995 w Harare) – zimbabwejski piłkarz występujący na pozycji bramkarza. Od 2019 roku gracz Chicken Inn FC, grającego w Zimbabwe Premier Soccer League. Jest również reprezentantem Zimbabwe. Został powołany na Puchar Narodów Afryki 2017.